# Digit (Digitaltechnik)
Das Wort Digit wird oft in der Digitaltechnik verwendet, insbesondere in der digitalen Messtechnik. Es ist aus dem Englischen übernommen worden in der Bedeutung als Ziffer, Ziffernschritt oder Stelle. Wegen des Fehlens einer anerkannten Definition muss im Einzelfall die passende Bedeutung aus dem Zusammenhang entnommen werden.
Die Verwendung des Digit in der Fachliteratur ist nicht einheitlich; alle drei Bedeutungen sind belegt:
- Gelegentlich wird Digit im Sinne von Stelle gebraucht.[1][2]

Beispiel: Ein Messgerät mit dem Messumfang 000,00 … 999,99 V hat fünf Digits (fünf Stellen).
- Überwiegend wird Digit im Sinne von Ziffernschritt (auf der niederwertigsten signifikanten Stelle) oder Anzeigeauflösung gebraucht.[3][4][5][6] Dabei bezeichnet Ziffernschritt den Abstand zwischen zwei aufeinanderfolgenden Zahlenwerten auf einer Ziffernanzeige.[7]

Beispiel: Zum oben bezeichneten Messgerät gilt: 1 Digit entspricht 0,01 V.
Beispiel: Wenn bei einer Fahrzeugwaage dem Messwert 70 kg als nächsthöherer Messwert 75 kg folgt, dann entspricht ein Ziffernschritt 5 kg.
- Der Gebrauch im Sinne von Ziffer ist fragwürdig.

Beispiel: Ein binary digit kann als Binärziffer (die „0“ oder die „1“) verstanden werden oder als Stelle einer Binärzahl, siehe Bit.
Beispiel: Ein least significant digit kann nicht als „niedrigstwertige Ziffer“ verstanden werden (das ist die „0“, auch bei Dezimalziffern), sondern nur als „Stelle mit dem niedrigsten Stellenwert“.
Die Verwendung des Digit in der Normung auf dem Gebiet der Messtechnik ist auf andere Weise nicht einheitlich:
- In DIN 1319 über Grundlagen in der Messtechnik kommt der Begriff „Digit“ nicht vor; in Formulierungen, an denen man ihn verwenden könnte, wird der Begriff Ziffernschritt geschrieben.
- In DIN 43751 über digitale Messgeräte wird Digit oder Digits geschrieben und dabei im Sinne von Ziffernschritt verwendet.